# کردکندی (چالدران)
کردکندی KURD (چالدران)، روستایی از توابع بخش مرکزی شهرستان چالدران در استان آذربایجان غربی ایران اس.ت

## جمعیت
این روستا در دهستان چالدران جنوبی قرار دارد و براساس سرشماری مرکز آمار ایران در سال ۱۳۸۵، جمعیت آن ۱۰۲۵ نفر (۱۶۹خانوار) بوده‌است.
مردم اینه منطقه به کردی سخن میگویند 
زادگاه سیاستمدار بزرگ شهاب حسین زاده در این منطقه بوده استو محمد ساز در این سر راه سکونت دارد معروف به دیار مناطق محروم